# Élection présidentielle nigériane de 1993
L'élection présidentielle nigériane de 1993 se déroule le 12 juin 1993. Ce sont les premières élections depuis le coup d'État de 1983.

## Résultats
Le résultat est une victoire de Moshood Abiola sur Bashir Tofa (en). Les élections sont annulées peu après par le général Ibrahim Babangida.
| Candidat         | Parti                                  | Votes    | %     |
| ---------------- | -------------------------------------- | -------- | ----- |
| Moshood Abiola   | Parti social-démocrate                 | 8341309  | 58,36 |
| Bashir Tofa (en) | Convention nationale Républicaine (en) | 5952087  | 41,64 |
| Total            | Total                                  | 14293396 | 100   |

## Sources de la traduction
- (en) Cet article est partiellement ou en totalité issu de l’article de Wikipédia en anglais intitulé « Nigerian presidential election, 1993 » (voir la liste des auteurs).